# Thomas Clay McDowell
Thomas Clay McDowell, född 9 mars 1866, död 9 februari 1935, var en amerikansk affärsman, hästägare / uppfödare av fullblodshästar och galopptränare. Han var barnbarnsbarn till Henry Clay.

## Tidigt liv och utbildning
Född på Ashland Farm i Lexington, Kentucky, var Thomas det fjärde av sju barn till Anne Clay (1837–1917) och hennes man, major Henry Clay McDowell (1832–1899). Hans mor var dotter till Henry Clay Jr. År 1883 köpte hon och hennes man godset från andra Clayättlingar. Henry Clay McDowell födde upp Amerikanska travare för kapplöpning, och Thomas blev intresserad av avel och träning av kapplöpningshästar.
1888 gifte sig Thomas McDowell med Mary Mann Goodloe (1866–1953), som han fick två barn med: Ann Clay McDowell (f. 1891) och William Cassius Goodloe McDowell (1895–1974).

## Karriär
I början av 1900-talet arbetade McDowell som tränare för William Kissam Vanderbilts galoppstall i Kentucky. Han hade också egna hästar. McDowell är mest känd som uppfödare, ägare och tränare till Alan-a-Dale, som vann Kentucky Derby 1902. McDowells andra topphästar inkluderade fyra ston som var och en vann Kentucky Oaks, och The Manager, som utsågs till 1912 års amerikanska häst.
1925 förvärvade Thomas McDowell Buck Pond Farm i Versailles, Kentucky från Louis Marshalls egendom. McDowell introducerade fullblodshästar till Buck Pond och drev den fram till sin död 1935. Joseph K. Nelson, en rik affärsman i Chicago, ursprungligen från Woodford County, Kentucky, köpte gården av McDowells arvingar 1936.